# (6980) Kyusakamoto
(6980) Kyusakamoto (1993 SV1) – planetoida z pasa głównego asteroid okrążająca Słońce w ciągu 4,78 lat w średniej odległości 2,83 j.a. Odkryta 16 września 1993 roku.